# Sluneční chrám

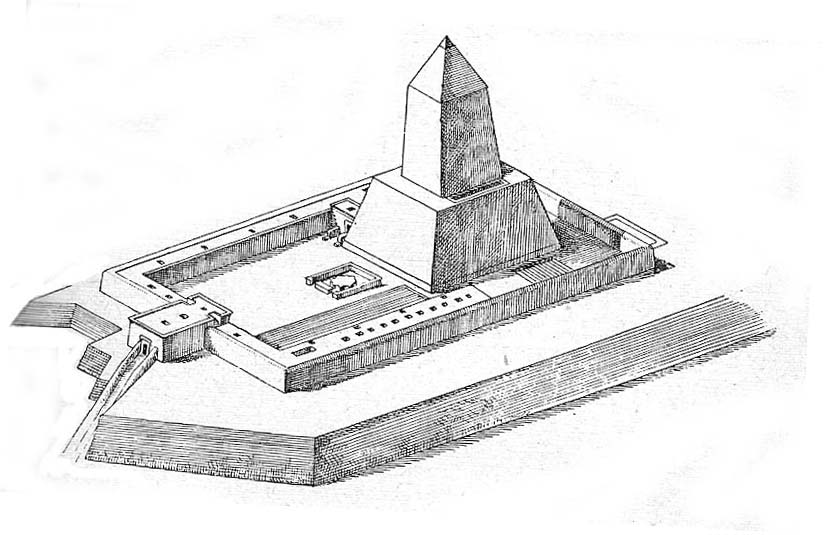
Niuserreův sluneční chrám v Abúsíru

Sluneční chrám je moderní označení užívané v egyptologii pro specifický typ egyptského chrámu určený ve starověkém Egyptě k provozování kultu slunečního boha a budovaný výhradně panovníky 5. dynastie. Z pramenů je známo, že v oblasti mennoferské nekropole vzniklo celkem šest těchto staveb, archeologicky jsou prozatím doloženy dvě (Veserkafův a Niuserreův sluneční chrám). Podle shodného mínění badatelů byla jejich výstavba projevem vzrůstajícího významu kultu boha Rea v královské ideologii a zvláštního vztahu členů této dynastie s ním, který se projevil také trvalým zavedením jména „syn Reův“ do královské titulatury. Podoba jejich architektonického plánu je do značné míry analogická podobě modelu soudobých pyramidových komplexů; ostatně také funkčně a nábožensky byly chrámy spojeny s pyramidovými komplexy svých stavebníků a pravděpodobně souvisely více s představou posmrtného života králů než se službou slunečnímu bohu v přítomnosti. Výzkum slunečních chrámů je jedním z výzkumných projektů Českého egyptologického ústavu.

## Sluneční chrámy 5. dynastie
První faraon 5. dynastie Veserkaf nechal vybudovat svůj pyramidový komplex s novou substrukturou slunečního chrámu. Jeho zachované zbytky byly odkryty v roce 1954 a popsány německým archeologem Herbertem Rickem.
Sestával z ohrazené nekryté plochy s rozměry přibližně 44 × 83 metrů, v jejímž centru se nacházel obelisk, kde se odehrávaly kultovní obřady. Podle zápisu na Palermské desce bylo chrámu faraonem určeno hospodářské zázemí obdělávanou půdou a jejími výnosy.
Tato forma zádušních rituálů v duch boha slunce Re (Nḫn Rˁ.w) se pak v obdobném stylu opakovala i v dalších generacích faraonů 5. dynastie. Faraon byl považován za syna boha Re, což mělo posílit jeho legitimitu vládce .

## Známé chrámy
Z pramenů je známo, že sluneční chrám nechalo na mennoferské nekropoli vybudovat celkem šest panovníků 5. dynastie. Protože byl funkčně spojen s pyramidovým komplexem příslušného panovníka, je zřejmé, že s výjimkou chrámu Menkauhora, který svou hrobku zcela jistě postavil jinde, se všechny stavby tohoto typu nacházely v oblasti archeologické lokality Abúsír, kde byli jejich stavitelé také pohřbeni:
| ra · O48 | O25 |

| ra · O48 | O25 |

| ra | s | x · t | M20 | O24 |

| ra | s | x · t | M20 | O24 |

| ra | st | t · ib | O25 |

| ra | st | t · ib | O25 |

| ra | Htp · t · p | O24 |

| ra | Htp · t · p | O24 |

| ra | O42 · ib | O25 |

| ra | O42 · ib | O25 |

| ra | G25 | x · t · N18 | O25 |

| ra | G25 | x · t · N18 | O25 |

Vesekafova pyramida se sice nachází v Sakkáře, ale i jeho sluneční chrám je umístěný v Abúsíru; v tom ovšem není třeba spatřovat nějakou zvláštní okolnost, protože oddělení obou pohřebišť bylo uměle vytvořeno teprve archeology v 19. století a nemá kořeny ve starověku.